# Adam and Evil
Adam and Evil é um filme de terror norte-americano de 2004, dirigido por Andrew Van Slee e estrelado por Erica Cerra, James Clayton e Jodie Graham.